# Hans-Ingo Radatz
Hans-Ingo Radatz (* 29. Mai 1961 in Celle) ist ein deutscher Romanist und Sprachwissenschaftler, der an der Professur für Romanische Sprachwissenschaft mit Schwerpunkt Hispanistik an der Otto-Friedrich-Universität Bamberg lehrt.

## Leben
Radatz machte 1980 am Gymnasium Garbsen Abitur und begann 1981 das Studium der Rechtswissenschaften an der Universität Hannover. 1983 wechselte er zum Magisterstudiengang Anglistik und Philosophie. 1985 folgte ein Studienaufenthalt am Coleg Prifysgol Gogledd Cymru in Bangor (Gwynedd, Wales) bei Alan Thomas (Welsh Sociolinguistics), Andrew Radford (Transformational Syntax) und Frank Gooding (Phonology, Experimental Phonetics). 1990 ging er an die Johann Wolfgang Goethe-Universität Frankfurt am Main; anstelle der Philosophie wurde nun die Romanistik das Hauptfach; am 21. November 1993 folgte der Erwerb des Magister artium mit einer Übersetzung und Edition des valencianischen Dichters Ausiàs March (1397–1459), publiziert als: March, Ausiàs (1993): Gedichte (altkatalanisch und deutsch), (aus dem Altkatalanischen übersetzt, ediert sowie mit einer Einleitung und einem Glossar versehen von Hans-Ingo Radatz), Frankfurt am Main: Domus Editoria Europaea.
Von 1994 bis 1998 arbeitete Radatz als wissenschaftlicher Mitarbeiter am Lehrstuhl für Romanische Sprachwissenschaft (Harro Stammerjohann) an der TU-Chemnitz und unterrichtete dort französische Sprachwissenschaft. 1999 erfolgte die Promotion zum Dr. phil. mit einer kognitionslinguistischen Arbeit zur Konstruktion Adj-N (vorangestelltes attributives Adjektiv) in den romanischen Sprachen (= Radatz 2001).
Nach der Promotion wurde er Postdok-Stipendiat am Heidelberger DFG-Graduiertenkolleg „Dynamik von Substandardvarietäten“ mit einem Habilitationsprojekt zum Katalanischen auf Mallorca. Von 2001 bis 2007 folgte eine Anstellung als wissenschaftlicher Assistent am Lehrstuhl für Romanische Sprachwissenschaft (Otto Gsell) an der Katholischen Universität Eichstätt. 2008 erfolgte die Habilitation an der Universität Wien mit der Venia legendi für „Romanische Sprachwissenschaft“. Die Habilitationsschrift erschien 2010 unter dem Titel „Das Mallorquinische: gesprochenes Katalanisch auf Mallorca, deskriptive, typologische und soziolinguistische Aspekte“ im Shaker-Verlag (= Radatz 2010).
Nach Professurvertretungen in Aachen, Kiel und Heidelberg vertrat er 2009 die Ramon Llull-Stiftungsprofessur für Katalanistik an der Goethe-Universität Frankfurt am Main; 2010 erfolgte ein Ruf auf diese Stiftungsprofessur, die er aber zugunsten einer W2-Professur für „Romanische Sprachwissenschaft mit Schwerpunkt Hispanistik“ an der Otto-Friedrich-Universität Bamberg ablehnte. Er ist seit dem 1. November 2010 ordentlicher Professor an der Otto-Friedrich-Universität Bamberg.

## Privates
Von 1988 bis 2000 war Radatz in erster Ehe mit Conxi Martínez Espinosa aus Ciutat de Mallorca verheiratet. Seit 2008 ist er mit Verena Radatz (geb. Lippold) verheiratet; aus der Ehe sind zwei Kinder (* 2008 und 2011) hervorgegangen.

## Positionen und Funktionen
Neben der Professur ist er auch Vorsitzender des Beirats des Sprachenzentrums und Mitglied des Zentrums für Mittelalterstudien (ZEMAS) dieser Universität. Des Weiteren ist er ebenfalls stellvertretender Vorsitzender des Prüfungsausschuss Master Allgemeine Sprachwissenschaft / General Linguistics. Außerdem ist er Ko-Direktor des „Internationalen Instituts für Iberische Studien“.

## Forschung
Zu seinen Schwerpunkten zählen:
- Deskriptive Linguistik der romanischen Sprachen
- Keltologie
- Regionalsprachen und staatenlose Sprachnationen: Das WERS-Konzept
- Literatur (Übersetzungen und Editionen)

Mit den beiden Sprachführern Katalanisch und Mallorquinisch, die auch ins Französische und Italienische übersetzt wurden, ist er auch in der Populärwissenschaft tätig geworden.

## Internationales Institut für Iberische Studien
Das seit 2015 bestehende „Internationale Institut für Iberische Studien“ unter der Leitung der beiden Direktoren Hans-Ingo Radatz und Vicent Martines fördert mit dem übergeordneten Ziel der Internationalität einen Austausch zwischen der Otto-Friedrich-Universität Bamberg und der Universität Alicante.
Ziele des Instituts sind die mehrsprachige und multimediale Digitalisierung des kulturellen, literarischen und wissenschaftlichen Erbes Europas basierend auf Übersetzungen und multidisziplinären Studien sowie die Verbreitung der Kenntnisse über die klassischen Werke der Krone Aragons und ihrer Beziehung zu anderen Sprachen und Kulturen und anderer Literaturen. Praktisch wird das durch die Unterstützung bei internationalen Promotionen und die Förderung von Austauschprogrammen der Forschenden beider Universitäten umgesetzt.

## Publikationen
- Die Semantik der Adjektivstellung. Eine kognitive Studie zur Konstruktion ‘Adjektiv + Substantiv’ im Spanischen, Französischen und Italienischen. (= Beihefte zur Zeitschrift für romanische Philologie. 312). Niemeyer, Tübingen 2001, ISBN 3-484-52312-3. (zugl. Dissertation Chemnitz 1998)
- Das Mallorquinische: gesprochenes Katalanisch auf Mallorca, deskriptive, typologische und soziolinguistische Aspekte. (= Biblioteca Catalànica Germànica – Beihefte zur Zeitschrift für Katalanistik. 8). Shaker, Aachen 2010, ISBN 978-3-8322-8870-9.
- Spanische Grammatik im Fokus. Klassische Beschreibungsprobleme aus neuer Sicht. (= Romanistische Arbeitshefte. 65). De Gruyter Mouton, Berlin 2021, ISBN 978-3-11-041031-0.